# Josip Takač
Josip Takač (Subotica, 14 settembre 1919 – 11 ottobre 1991) è stato un calciatore jugoslavo, di ruolo centrocampista.

## Palmarès

### Club
- Kup Maršala Tita: 2

Stella Rossa: 1949, 1950

#### Nazionale
- Argento olimpico: 1

Londra 1948